# Jürgen Koffler
Jürgen Koffler (* 7. Mai 1960 in Karlsruhe) ist ein ehemaliger deutscher Sprinter.
1984 wurde er bei den Deutschen Meisterschaften Dritter über 100 Meter und kam als Teil der bundesdeutschen Stafette bei den Olympischen Spielen in Los Angeles in der 4-mal-100-Meter-Staffel auf den fünften Platz.
Jürgen Koffler startete für den SV Salamander Kornwestheim.

## Persönliche Bestzeiten
- 100 m: 10,39 s, 24. Juni 1983, Bremen
- 200 m: 21,21 s, 9. Juni 1984, Fürth
- 400 m: 46,27 s, 7. Juli 1985, Wiesloch